# Walter Daniel Gómez
Walter Daniel Gómez (Buenos Aires, Argentina, 5 de abril de 1990) es un futbolista argentino que juega de defensa. Actualmente juega en el Club Ciclón Racing, que milita en la Primera División de la Liga Santafesina de Futbol

## Trayectoria
Iniciado en las inferiores de Arsenal de Sarandí, debutando profesionalmente el año 2011. después de 2 años de estar en el equipo de El Viaducto fue transferido al club Platense, en el Calamar obtiene buenas actuaciones, lo que le vale ser cedido el 2015 al club Cobreloa del fútbol chileno, sumando así su primera experiencia internacional, la cual dura un año al volver a Platense, el 2017 queda con el pase en su poder y a petición del técnico José Sulantay, vuelve al elenco loíno. En el 2018 descendió con Metropolitanos FC. 

## Clubes
| Club                 | País         | Año         |
| -------------------- | ------------ | ----------- |
| Arsenal de Sarandí   | Argentina    | 2011 - 2013 |
| Platense             | Argentina    | 2013 - 2015 |
| Cobreloa             | Chile        | 2015        |
| Platense             | Argentina    | 2016 - 2017 |
| Cobreloa             | Chile        | 2017        |
| Club Sportivo Suardi | 🇦🇷 Argentina | Presente    |

## Palmarés
| Título              | Club    | País      | Año    |
| ------------------- | ------- | --------- | ------ |
| Primera División    | Arsenal | Argentina | C-2012 |
| Supercopa Argentina | Arsenal | Argentina | 2012   |